# Taraxacum megalosipteron
Taraxacum megalosipteron — вид квіткових рослин з родини айстрових (Asteraceae). Вид зростає в Європі: Чехія, Фінляндія, Польща; це багаторічна рослина помірних біомів.

## Опис
Рослина велика, міцна. Листки яскраво-зелені, голі. Черешки листя короткі, від вузьких до вузькокрилатих. Середня жилка листя міцна, доверху дуже звужена, знизу від блідої до інтенсивно-фіолетової, зверху зеленувата, павутинна. Бічних часток листя мало (зазвичай 3 пари); у внутрішніх листків трикутні, ± загострені; передній край цільний або з нечисленними зубцями; задній край майже прямий, цільний або з кількома зазубреними краями. Верхівкова частка зовнішніх листків невелика, серцевидно-стрілоподібна, у середніх і внутрішніх досить велика, видовжена, від стрілоподібної до широко стрілоподібної, коротка над прикореневою часткою, поступово переходить у суцільну тупу верхівку. Квітконоси довші за листя, міцні, у верхній частині солом'яні або мідні, знизу густо запушені, знизу рідко запушені. Зовнішні покривні луски 12–15 мм завдовжки, 2–5 мм завширшки, зверху від світло-зеленого до фіолетового кольору, знизу — печінкового кольору, дуже вузькі, з неправильними краями, досить різко або поступово звужуються до злегка потовщеної вершини, без країв і війок, виступають до вільно загнутих. Кошик 5,5 см в діаметрі, темно-жовтий, малоквітковий, плоский. Квітки плоскі по периметру, знизу темно-оливкова смужка. Сім'янка бурувата, 3,5–4 мм завдовжки, 1 мм завширшки, з короткими, виступаючими на вершині шипами. Папус білий. 